# Gunnar Tjörnebo
Gunnar Tjörnebo, med smeknamnet "Sösdala", född Karlsson den 23 mars 1927 i Tjörnarp, död 15 mars 2009 i Helsingborg, var en svensk hinderlöpare. Han var far till Eva Tjörnebo.
Tjörnebo hade det svenska rekordet på 3 000 meter hinder åren 1956 till 1961. Han deltog på distansen vid OS 1952, 1956 och 1960 (femma). Ett par veckor efter OS i Rom satte han det sista inofficiella världsrekordet på distansen 1500 meter hinder med tiden 3:59.2. Han utsågs 1956 till Stor Grabb nummer 190. Han tävlade för flera svenska klubbar, Malmö AI, IFK Växjö och IFK Helsingborg.